# Lapáncsa
Lapáncsa – wieś i gmina w południowej części Węgier, w pobliżu miasta Siklós, niedaleko granicy chorwackiej. Administracyjnie Lapáncsa należy do powiatu Siklós, wchodzącego w skład komitatu Baranya i jest jedną z 53 gmin tego powiatu.

## Historia
Pierwsze pisemne źródło z 1349 podaje nazwę Lappanch.

## Zabytki
- Kościół Niepokalanego Poczęcia z 1781.